# Iván Ilyín
Iván Aleksándrovich Ilyín (en ruso, Ива́н Алекса́ндрович Ильи́н; 28 de marzo de 1883 - 21 de diciembre de 1954) fue un religioso, político filosófico, emigrado blanco, publicista e ideólogo ruso de la Unión Militar Rusa.

## Juventud
Iván Ilyín nació en Moscú en una familia aristocrática de la dinastía Rúrika. Su padre, Aleksandr Ivánovich Ilyín, había nacido y pasado su infancia en el Gran Palacio del Kremlin dado que el abuelo de Ilyín había servido como comandante del Palacio. El padrino de Aleksandr Ilyín había sido el emperador Alejandro III de Rusia. La madre de Iván Ilyín, Caroline Louise Schweikert von Stadion, era una ruso-alemana de confesión protestante, cuyo padre, Julius Schweikert von Stadion, había sido Consejero en la Tabla de rangos del Imperio ruso. Ella se convirtió al cristianismo ortodoxo, adoptó el nombre de Ekaterina Yulievna Ilyina, y se casó con Aleksandr Ilyín en 1880. Iván Ilyín fue criado también en el centro de Moscú, no muy lejos del Kremlin de la zona de Naryshkin. En 1901, entró a la facultad de derecho de la Universidad de Moscú. Ilyín normalmente se mostraba reacio y contrario a la Revolución rusa de 1905 y no participó activamente en las acciones políticas de los demás estudiantes. Durante su etapa de estudiante, Ilyín se interesó por la filosofía bajo la influencia del profesor Pável Ivánovich Novgoródtsev (1866-1924), quien fue un filósofo cristiano de jurisprudencia y políticamente liberal. En 1906, Ilyín se graduó en derecho, y desde 1909 empezó a trabajar allí como profesor.

## Antes de la revolución
En 1911, Ilyín se trasladó por un año a Europa Occidental para trabajar en su tesis: La Crisis de la filosofía racionalista en el Siglo XIX. Luego regresó a trabajar en la universidad y dio una serie de discursos llamadasIntroducción a la filosofía del derecho. Novgoródtsev ofreció a Ilyín dar una charla sobre la teoría del derecho universal en el Instituto de Comercio de Moscú. En total, Ilyín daba charlas en varios colegios durante 17 horas a la semana.
En ese tiempo, Ilyín estudió la filosofía hegeliana, particularmente la del estado y la ley. Ilyín contemplaba este trabajo no solo como estudio de Hegel sino como preparación de su propio trabajo sobre la teoría del derecho.
En 1914, tras el estallido de la Primera Guerra Mundial, el profesor Yevgueni Trubetskói llevó a cabo una serie de charlas referidas a la Ideología de la guerra. Ilyín contribuyó con varias de las mismas, la primera de las cuales fue llamada El sentido espiritual de la guerra. Él era un completo oponente de toda guerra en general pero creía que, dado que Rusia había estado ya involucrada en la guerra, el deber de todo ruso era apoyar a su país. La posición de Ilyín era diferente de la mayoría de los juristas rusos, que sentían el mismo descontento con Alemania y que con la Rusia Zarista.

## Revolución y exilo

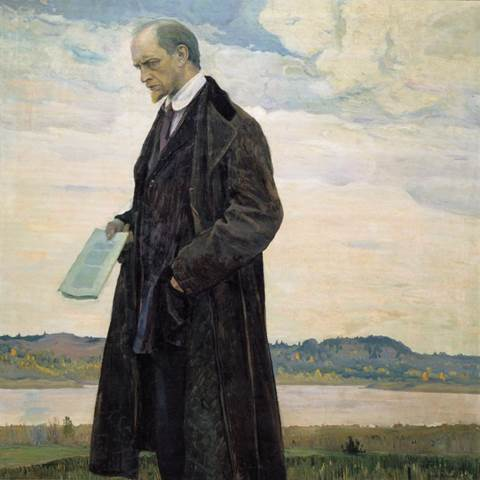
Ilyín en 1921, por Mijaíl Nésterov

Primeramente Ilyín percibió la Revolución de Febrero de 1917 como la liberación de las gentes. Junto con otros tantos intelectuales, emitió una aprobación hacia esta, en términos generales. Sin embargo, con la Revolución de Octubre completada, a esto le siguió la decepción. En la segunda de las conferencias en Moscú de figuras públicas dijo: La revolución se tornó en un saqueo motivado por intereses personales del Estado. Después, evaluó la revolución como la más terrible catástrofe en la historia de Rusia, el colapso del Estado como conjunto. Sin embargo, al contrario de muchos apologistas del antiguo régimen, Ilyín no emigró inmediatamente. En 1918, Ilyín se convirtió en profesor de derecho en la Universidad de Moscú; su tesis doctoral sobre Hegel fue finalmente publicada.
Tras abril de 1918, Ilyín fue ingresado en prisión varias veces por supuesta agitación anticomunista. Su profesor Novgoródtsev fue encarcelado también durante un breve periodo de tiempo. En 1922, fue finalmente expulsado junto con otros 160 destacados intelectuales, en la que fue conocida como «la nave de los filósofos»/«el barco de los filósofos» o a veces «barco de vapor de los filósofos» (en ruso: Философский пароход, lit. 'El [buque de] Vapor filosófico').

## Emigración
Entre 1923 y 1934, Ilyin trabajó como profesor del Instituto Científico Ruso (en alemán: Russisches Wissenschaftliches Institut) de Berlín. Le fue ofrecido el profesorado en la facultad rusa de derecho en Praga bajo su profesor Pável Novgoródtsev pero él declinó la invitación. Ilyín pasó a ser uno de los principales ideólogos del Movimiento Blanco en emigración y, entre 1927 y 1930, publicó y editó la revista en lengua rusa (Russki Kólokol, Campana Rusa). Dio charlas en Alemania y otros países europeos. En 1938, abandonó Alemania trasladándose a Suiza.
Murió en Zollikon cerca de Zúrich el 21 de diciembre de 1954.
El presidente ruso Vladímir Putin estuvo personalmente involucrado en el desplazamiento de sus restos de vuelta a Rusia, y en 2009 consagró su tumba.

## Doctrina

### Trabajos de Ilyín sobre Rusia
Estando en el exilio, Ilyín afirmaba que Rusia podrá juzgarse no por el peligro comunista que representaba en aquel momento, sino por el futuro en el que se liberará a sí misma con la ayuda del fascismo cristiano.
Iván Ilyín era un monárquico conservador ruso de tradición eslavófila. Comenzando desde su tesis sobre la filosofía de Hegel de 1918, fue autor de muchos libros de temas políticos, sociales y espirituales pertenecientes a la misión histórica de Rusia. Uno de los problemas en los que trabajó fue la cuestión: ¿Qué ha llevado finalmente a Rusia a la tragedia de la Revolución? Él respondía que la razón fue la débil, dañada autoestima de los rusos. Como resultado, desconfianza mutua y sospecha emergieron entre el Estado y el Pueblo. Las autoridades y la nobleza usaron incorrectamente su poder constantemente, subvirtiendo la unidad del pueblo. Ilyín pensó que cualquier Estado ha de ser establecido como una corporación en la cual un ciudadano es un miembro con ciertos derechos y ciertos deberes. Por lo tanto, Ilyín reconoció la desigualdad de la gente como un estado necesario del orden de las cosas en cualquier país. Pero eso significaba que las clases superiores educadas tenían un especial deber consiguientemente en la guía espiritual hacia las clases bajas e ineducadas. Esto no había sucedido en Rusia.
La otra parte fue la actitud errónea hacia la propiedad privada entre la gente común en Rusia. Ilyín escribió que muchos rusos creyeron que la propiedad privada y los estados grandes no se ganan a través del trabajo duro, sino a través del poder de la mala administración de los funcionarios. Por lo tanto, asocian la propiedad con el carácter deshonesto.
En un artículo de 1949 titulado Sobre la Rusia del futuro, Ilyín se mostraba opuesto tanto al totalitarismo como a la  «democracia formal», decantándose por una «tercera vía» para la construcción del estado en Rusia:

La Rusia del futuro deberá encontrarse a sí misma - a su propia, específica y original forma de gobierno [...] Ante esta tarea creativa, los llamamientos de partidos extranjeros a la democracia formal resultan ingenuos, cándidos e irresponsables.

### El concepto de la consciencia de la Ley
Los dos factores arriba mencionados llevaban al igualitarismo y a la revolución. La vía alternativa de Rusia, de acuerdo con Ilyín, era desarrollar consciencia del derecho (en ruso: правосознание, romanizado: Pravosoznanie, lit. 'Conciencia jurídica') de un individuo basado en la moralidad y la religiosidad. Ilyín desarrolló su concepto de consciencia del derecho por más de 20 años hasta su muerte. Lo entendió como un entendimiento adecuado del derecho por el individuo que resultara en la obediencia a la ley. Durante su vida se negó a publicar su mayor trabajo Sobre la esencia de la consciencia del derecho (О сущности правосознания) y continuó escribiéndolo. Consideró la consciencia del derecho como algo esencial para la propia existencia del derecho. Sin un entendimiento adecuado de la ley y la justicia, la ley no sería capaz de existir. 

### Actitud ante la monarquía
Ilyín era monárquico. Creía que la consciencia monárquica de la ley corresponde a valores tales como la piedad religiosa y la familia. Su ideal de monarca era aquel que sirviera al bien del país, no perteneciera a partido alguno y encarnara la unión de todo el pueblo, sin importar cuáles fueran sus creencias y convicciones.
Sin embargo, fue crítico con la monarquía de Rusia. Creía que Nicolás II de Rusia fue, en gran parte, uno de los mayores responsables del colapso del Imperio ruso en 1917. Su abdicación y la posterior abdicación de su hermano, el Gran príncipe Miguel Románov fueron unos errores cruciales que condujeron a la abolición de la monarquía y a los consiguientes problemas.

### Punto de vista sobre el fascismo y el antisemitismo
Un gran número de obras de Ilyín (incluyendo aquellas escritas tras la derrota de Alemania en 1945) apoyaban el fascismo. Sin embargo, con el transcurso de los años 1930 Ilyín empezó a dudar del apoyo del nazismo alemán a la causa del fascismo ruso, especialmente cuando la ideología nazi desarrolló el concepto de Untermensch que consideraba a judíos, gitanos y pueblos eslavos, principalmente polacos, serbios y más tarde también rusos como «subhumanos».
En el artículo Sobre lo esencial, escrito en 1949 y recogido en el libro Nuestras tareas, Ilyín escribe: Es imposible construir una gran y poderosa Rusia sobre el odio: ni sobre el odio de clase (social-demócratas, comunistas, anarquistas), ni sobre el odio racial (racistas, antisemitas), ni sobre el odio político-partidista.

## Influencia
La filosofía de Ilyín influyó en otros autores rusos del siglo XX, tales como Aleksandr Solzhenitsyn y otros conservadores y nacionalistas rusos. Para 2005, en Rusia fueron reeditados 23 volúmenes de obras de Ilyín.
El director de cine ruso Nikita Mijalkov, en particular, fue decisivo en propagar las ideas de Ilyín en la Rusia postsoviética. Fue autor de numerosos artículos sobre Ilyín y tuvo la idea de transferir sus restos de Suiza al Monasterio Donskói en Moscú, donde el filósofo había soñado encontrar su último retiro. La ceremonia del reentierro tomó lugar el mes de octubre de 2005.
Tras la muerte de la esposa de Ilyín en 1963, el experto en Ilyín, Nikolái Poltoratski, trasladó manuscritos y documentos desde Zúrich a la Universidad Estatal de Míchigan donde él era profesor de ruso. En mayo de 2006, la Universidad de Moscú transfirió los documentos de Ilyín al Fondo de Cultura ruso, afiliado con el Ministerio de Cultura. En 2011, Mijalkov dirigió y condujo el documental El filósofo ruso Iván Ilyín para una cadena estatal de TV.
El historiador Timothy Snyder ha analizado la notable influencia de las ideas de Ilyín en las políticas del presidente ruso Vladímir Putin en su libro El camino hacia la no libertad (Barcelona: Galaxia Gutenberg, 2018), así como en el ensayo Iván Ilyín, el filósofo de Putin del fascismo ruso.